# Dacryonaemataceae
Dacryonaemataceae J.C. Zamora & S. Ekman – rodzina grzybów należąca do rzędu łzawnikowców (Dacrymycetales).

## Charakterystyka
Grzyby tremelloidalne o owocnikach w stanie świeżym silnie galaretowatych, czasami chrzęstnych, kserotolerancyjnych, siedzących lub na szypułkach. Część płodna o kształcie od wklęsłego do prawie kulistego. Hymenium na całej, lub tylko na górnej części owocnika, gdy owocniki są dyskoidalne, wówczas z wyraźną sterylną korą. Strzępki kory zmienne, często bez sprzążek, ale mogą występować rzadkie, pętlowate sprzążki, niektóre z komórkami końcowymi wyraźnie rozgałęzionymi i zespolonymi, silnie żelatynizowane w KOH; mogą również występować nierozgałęzione cylindryczne, grubościenne i lekko rozszerzone komórki końcowe ze zwężonymi wierzchołkami. Wewnętrzne strzępki grubościenne, bez sprzążek lub z bardzo rzadkimi sprzążkami. Subhymenium zbudowane z mniej lub bardziej cienkościennych strzępek, z długimi sprzążkami. Podstawki dwuzarodnikowe z pętlowatymi sprzążkami u podstawy, o wierzchołku często w kształcie litery U, czasami w kształcie litery Y, a rzadziej z wierzchołkowym wybrzuszeniem. Strzępki wyraźnie rozgałęzione i często zespolone, z pętlowatymi sprzążkami u podstawy. Młode bazydiospory bez przegód, jednojądrowe. Dojrzałe bazydiospory 0–1-przegrodowe (wyjątkowo 3-przegrodowe), cienkościenne, szkliste, cylindryczno-alantoidalne. Wysyp zarodników białawy. Mikrokonidia elipsoidalne. Cytoplazma komórkowa bez widocznych karotenoidów pod mikroskopem świetlnym. Brązowawe wewnątrzkomórkowe i rozproszone pigmenty ścienne często widoczne przynajmniej w niektórych korowych/brzeżnych strzępkach. Podstawki i bazydiospory z widocznymi kroplami lipidowymi lub bez nich (gdy są stare).

## Systematyka i nazewnictwo
Pozycja w klasyfikacji według Index Fungorum: Dacryonaemataceae, Incertae sedis, Incertae sedis, Dacrymycetes, Agaricomycotina, Basidiomycota, Fungi.
Takson utworzyli w 2020 r. J.C. Zamora & S. Ekman. Według CABI databases bazującej na Dictionary of the Fungi jest to rodzina monotypowa z jednym tylko rodzajem:
- rodzina Dacryonaemataceae J.C. Zamora & S. Ekman
  - rodzaj Dacryonaema Nannf. 1947[1] – łzawnica
    - gatunek Dacryonaema macnabbii (D.A. Reid) J.C. Zamora & S. Ekman 2020
    - gatunek Dacryonaema macrosporum J.C. Zamora & S. Ekman 2020
    - gatunek Dacryonaema rufum (Fr.) Nannf. 1947 – łzawnica żółtoczerwonawa

Nazwy naukowe według Index Fungorum. Nazwy polskie według Władysława Wojewody.